# Transmisión de la cadena epidemiológica
Cadena epidemiológica. Es una cadena en donde los elementos propios de dicha cadena van a participar en la transferencia del agente causal, que se origina de una infección, hasta llegar a un huésped susceptible por lo que, el resultado de esta interacción da lugar a un padecimiento. Es así que la cadena epidemiológica es la cadena clave para enfermar.

## Importancia de conocer la transmisión de la cadena epidemiológica
La importancia que tiene la cadena epidemiológica se encuentra con la intervención de las enfermedades infecciosas y radica en obstaculizar o cortar la cadena de infección en uno o varios eslabones que con más frecuencia es el más débil . Las medidas de control irradian en eliminar o alterar la malignidad del patógeno y esta se puede dar en la cuarentena de las personas infectadas. Existe una cierta vigilancia y control en la que se basa en la cautela de la aparición del malestar que tiene el propósito de suministrar una intervención rápida y precoz de la misma, para que, la enfermedad no se desarrolle y no cause tanto daño.

## Desarrollo de la enfermedad.
Para que se dé un padecimiento debe ocurrir una serie de hechos que, de cierta manera van a dar origen una enfermedad,estos son sucesos de vital importancia, ya que se da origen a la triada ecológica que está formada por el agente causante y el agente hospedero.

## Componentes de la cadena epidemiológica
La cadena epidemiológica es conocida porque tiene una cadena de eslabones y el agente causal de la enfermedad recorre hasta alcanzar al huésped.

### Agente
Es el elemento que provoca la infección y por ende incita que la enfermedad se desarrolle.  Este agente es biológico, físico o químico.

#### Agente Biológico
Es todo ser vivo que va a desdoblar e iniciar el proceso de la infección y aquí tenemos a las bacterias, los virus y parásitos.
- Bacterias: Causan la dolencia por una invasión directa en los tejidos así también formaran toxinas como por ejemplo en la Salmonellas y Estreptococos.
- Virus: Invaden las células y se multiplican dentro de los tejidos vivos por ejemplo en los virus de la viruela.[8]
- Parásitos: Están presentes en dos categorías.
  - Microscópicos – Protozoarios – La ameba.
  - Macroscópicos -Metazoarios- Ascaris lumbricoides.

#### Agente Físico
Producen una etapa patológica como en quemaduras por el sol o en traumas causadas por accidentes.

#### Agente Químico
Cuando entra en contacto con exposiciones directas o indirectas como los insecticidas, causan un estado patológico.

## Características del agente
Intrínsecas: Podemos observar en la forma, el tamaño y su composición
Comportamiento frente al medio:  Existe resistencia, temperatura y humedad
Comportamiento en el huésped
Infectividad
Patogenicidad: Capacidad que tiene un agente de originar un padecimiento en el huésped susceptible
Virulencia: Capacidad del agente infeccioso de producir una enfermedad grave.
Letalidad: Capacidad del agente infeccioso de provocar muerte.
Poder antigénico: Capacidad de un agente de ocasionar un cierto grado de resistencia en el huésped invadido
Mutación

## Fuente de infección
Reservorio humano enfermo: Este debe estar en la capacidad de eliminar gran diversidad de microorganismos, por extensas rutas que permiten su salida, que a su vez pueden también actuar como rutas de entrada incluyéndose en el mecanismo de transmisión.
Reservorio humano portador: Hace referencia al individuo que sin reportar signos o síntomas puede padecer de un agente que podría ser expulsado por cualquiera de puertas de salida y así poder ser transmitido.
Reservorio animal: Es el encargado de transmitir al agente patógeno al ser humano proceso que se conoce con el nombre de (zoonosis), Aquí se van a incluir las infectaciones, las infecciones y se descartan las toxinas y agresiones. Esta transmisión puede ser directa o indirecta, además que pueden participar en ella uno o más huéspedes.
Reservorio telúrico: Este se reseña a fuentes de contacto como el aire, suelo y el agua, es muy importante por una serie de comedimientos.
- Atacan cuando el sistema inmune está deprimido o bajo.
- Estos microorganismos muestran firmeza.
- Necesitan encontrarse en condiciones como la humedad, temperatura, entre otras que les permite sobrevivir y reproducirse, ejemplo la leptospirosis.[12]

## Mecanismos de transmisión
Son los componentes que aprovechan los agentes infecciosos para poder alcanzar al huésped, estos pueden transferirse de una forma: directa, indirecta, o ambos.

### Transmisión Directa
Se presenta cuando la patología pasa directamente de la fuente de infección al huésped.
CUANDO SE DA POR CONTACTO:
- Manos
- Mucosas
- Heridas
- Actividad Sexual sin protección
- Transplacentaria
- Vías respiratorias

### Transmisión Indirecta
En este tipo la transmisión, la enfermedad se otorga de una manera indirecta es decir no pasa directamente de la fuente de infección al huésped, sino a través de vectores u otro sistema ejemplo:
- Aire
- Tierra
- Agua
- Baños antihigiénicos

Artrópodos (como vectores)

## Huésped susceptible
Se considera como huésped susceptible a todo ser o individuo que encontrándose sano es capaz de enfermar. La intensidad de la susceptibilidad va a depender de múltiples factores como es la edad, el sexo y el sitio de permanencia del individuo.

## Puerta de entrada y sistema inmunológico
Existen dos elementos de vital importancia que intervienen en el contagio del huésped.

### Puerta de entrada
Es el sitio por el cual va a ingresar el agente, que también puede dar espacio a la propagación de este dentro del organismo.
Existen una gran variedad de puertas de entrada y entre las más comunes tenemos.
- Aparato genitourinario
- Conjuntiva
- Aparato digestivo
- Aparato respiratorio
- Piel

### Sistema Inmunológico
Hay una gran variedad de patologías que son causantes de inmunodepresiones como es el VIH SIDA, APLASIAS etc. Para lo cual existen diversos fármacos para reprender y dar procedimiento a estas inmunodepresiones del organismo.
Es de vital importancia el estado en el que se encuentre el sistema inmunológico del huésped para poder interrumpir la cadena epidemiológica y evitar que ocurra una daño o enfermedad, un ejemplo muy notorio es la convivencia tranquila que se tiene con el hongo aspergillus si el sistema inmune se encuentra normal, pero puede provocar la muerte si llega a invadir los pulmones cuando este sistema se encuentra deprimido.